# Kamendaka maquilingensis
Kamendaka maquilingensis är en insektsart som beskrevs av Frederick Arthur Godfrey Muir 1917. Kamendaka maquilingensis ingår i släktet Kamendaka och familjen Derbidae. Inga underarter finns listade i Catalogue of Life.